# Mirne (Pologi)
Mirne (en ucraniano: Мирне, romanizado: Myrne; en ruso: Мирное, romanizado: Mirnoye) es un pueblo ucraniano perteneciente al óblast de Zaporiyia. Situado en el sur del país, formaba parte del raión de Oríjiv hasta 2020, aunque ahora es parte del raión de Pologi y del municipio (hromada) de Mirne.
La ciudad se encuentra ocupada por Rusia desde el marzo de 2022 en el marco de la invasión rusa de Ucrania.

## Geografía
Mirne está 20 km al suroeste de Oríjiv y 27 km al este de Vasilivka.

## Historia
Se fundó como un koljós de nombre Yaseni (en ucraniano: Ясени) en 1928 y permaneció con ese nombre hasta 1961.

## Demografía
Según el censo de 2001, la lengua materna de la mayoría de sus 872 habitantes, el 87,61%, es el ucraniano; del 11,7% es el ruso.